# Seán Keegan
Seán Keegan (irisch Seán Mac Aogáin; * 2. Februar 1930 in Kilbeggan, County Westmeath; † 9. Juli 2007 im County Westmeath) war ein irischer Politiker der Fianna Fáil. 
Er war von 1970 bis 1977 Mitglied des Seanad Éireann und von Juni 1977 bis November 1982 Teachta Dála (Abgeordneter) im Dáil Éireann, dem irischen Unterhaus. 

## Leben
Keegan arbeitete als Landwirt und wurde 1955 in den Westmeath County Council gewählt. Bei der Wahl zum Dáil Éireann 1965 versuchte er erstmals im Wahlkreis Longford–Westmeath einen Sitz zu erringen. Dies gelang ihm nicht. Als er bei der Nachwahl für Patrick Lenihan im April 1970 auch nicht erfolgreich war, konnte er schließlich bei einer Nachwahl auf der Verwaltungsliste in den Seanad Éireann einziehen. Bei den Wahlen zum Dáil Éireann 1973 war er dann ebenfalls erfolglos, konnte aber wiederum über die Liste in den Seanad einziehen. Er war dann aber bei den Wahlen 1977 endlich erfolgreich und errang einen Sitz, den er bei den Wahlen 1981 und im Februar 1982 verteidigen konnte. Im November 1982 verlor er seinen Sitz wieder.
Keegan war mit seiner Frau Mary verheiratet, mit der er fünf Kinder hatte.